# Mikan Enikki
Mikan Enikki, conocida también como Mikan el Gato o Mikan el Gato naranja en español, es una serie de anime japonés de género comedia y romance creada como manga por Miwa Abiko en el año 1988. Compuesta de 31 episodios y producida por Nippon Animation Co. LTD. Transmitida en Japón los primeros 30 episodios desde el 16 de octubre de 1992 y 24 de agosto de 1993 el episodio 31.

## Argumento
Mikan es un gato que al quedarse huérfano de amo decide ir a la ciudad, donde conoce a Tom (Tomu Kusanagi). A partir de entonces, Mikan empieza una nueva vida junto a Tom y la familia Kusanagi, hasta que la nueva familia nota que el gato puede hablar.
La nueva personalidad del gato se rebela mostrando que no solo puede hablar sino caminar en dos patas, leer e incluso ha adquirido el gusto por el licor. La serie aparece narrada por Mikan al principio y el final de cada capítulo, siempre con el punto de vista humorístico propio del personaje.
La serie fue emitida en la década de 1990 por Cable Kin de México. Transmitida también en Perú, y algunos capítulos en Colombia, fue transmitida en Cuba por Cubavisión y en Catalunya por TV3.
- Datos: Q3797372